# Communauté de communes Aune et Loir
Die  Communauté de communes Aune et Loir ist ein französischer Gemeindeverband mit der Rechtsform einer Communauté de communes im Département Sarthe in der Region Pays de la Loire. Sie wurde am 29. Dezember 1995 gegründet und umfasste sechs Gemeinden. Der Verwaltungssitz befand sich im Ort Aubigné-Racan.

## Historische Entwicklung
Mit Wirkung vom 1. Januar 2017 fusionierte der Gemeindeverband mit 
- Communauté de communes du Canton de Pontvallain sowie
- Communauté de communes du Bassin Ludois

und bildete so die Nachfolgeorganisation Communauté de communes Sud Sarthe.

## Ehemalige Mitgliedsgemeinden
1. Aubigné-Racan
2. Coulongé
3. Mayet
4. Sarcé
5. Vaas
6. Verneil-le-Chétif